# Ваккарини, Джованни Баттиста
Джованни Баттиста Ваккарини (итал. Giovanni Battista Vaccarini, 3 февраля 1702, Палермо — 11 марта 1768, Палермо) — сицилийский архитектор, наиболее известный благодаря своим работам на родине в стиле сицилийского барокко, которые возводились во время массового восстановления городов после землетрясения 1693 года. Большинство его работ находятся в городе Катания и одноимённой провинции.

## Биография
Ваккарини родился в Палермо. В 1720-х годах он изучал архитектуру в Риме, где ему покровительствовал кардинал Пьетро Оттобони. Ваккарини в основном интересовался своеобразием работ Борромини и Бернини. Около 1730 года он вернулся в Сицилию. Его первые работы на родине были выполнены под влиянием архитектурных школ Алессандро Спекки, Франческо де Санктиса и Филиппо Рагуццини, которые, как правило, отвергали классицизм в пользу более ярких и пышных стилей.
Работы Ваккарини наиболее чётко прослеживаются на соборной площади Катании. В её центре расположен знаменитый фонтан, спроектированный Ваккарини, который является одной из основных достопримечательностей города. Он представляет собой непосредственно фонтан, в центре которого на постаменте стоит статуя слона, держащий на спине египетский обелиск, который венчает крест. Ваккарини также внёс большой вклад в церковную архитектуру провинции. Его основным шедевром является фасад кафедрального собор Катании. Однако его церковные творения содержат значительные сходства с храмами Рима. Например, церковь св. Агаты в Катании, основана на проекте церкви Сант-Аньезе-ин-Агоне в Риме.
Ваккарини работал не только в Сицилии, но и за её пределами. Так, в 1756 году он сотрудничал с Луиджи Ванвителли и Фердинандо Фуга, во время строительства королевского дворца в Казерте близ Неаполя.
Джованни Баттиста Ваккарини умер в Палермо в 1768 году.

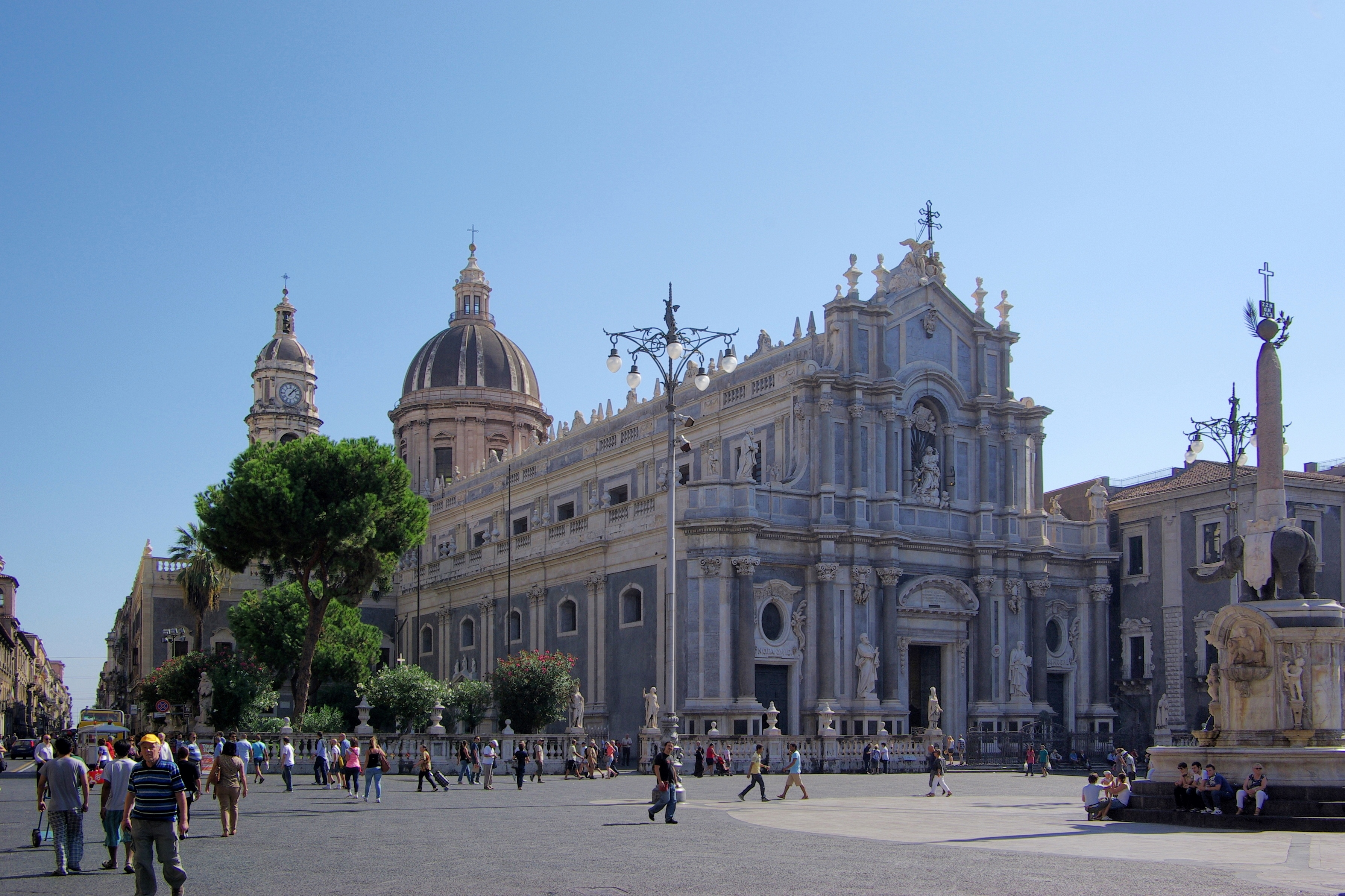
Кафедральный собор Катании